# Centre històric d'Ulldemolins
El Centre històric d'Ulldemolins és un conjunt d'Ulldemolins (Priorat) protegit com a Bé Cultural d'Interès Local.

## Descripció
Població situada a 651 metres, en una àmplia plana de la vall del riu Montsant abans que aquest s'engorgi dins el congost de Fraguerau, entre les serres del Montsant i de la Llena. El nucli urbà és situat dalt d'un tossalet a la riba dreta del riu.
El poble presenta una estructura allargassada, amb el carrer Major que condueix cap a l'església i vertebra el conjunt urbà, el qual és compost per cases unifamiliars de planta, un o dos pisos i golfes, bastides generalment per paredat i materials diversos.
El 1166 li fou atorgada carta de població, i una segona carta de població és datada del 1175 a favor d'Arnau Domènec qui rebé la senyoria del lloc el 1187. des del segle xiv formà part del comtat de Prades. Adquirí bona importància el segle passat, el 1860 hi havia censats 1479 habitants.
Proper al poble hi ha un bon nombre d'ermites, al vessant nord del Montsant, i el poble mantingué durant molts anys plets amb el monestir de Scala Dei per la propietat d'aquestes i d'altres indrets de la serra.